# Ranko Sawa
Ranko Sawa (澤蘭子, Sawa Ranko), née le 25 juillet 1903 et morte le 11 janvier 2003 à Tokyo, est une actrice japonaise.

## Biographie
Ranko Sawa a tourné dans près de 100 films entre 1923 et 1950.

## Filmographie sélective

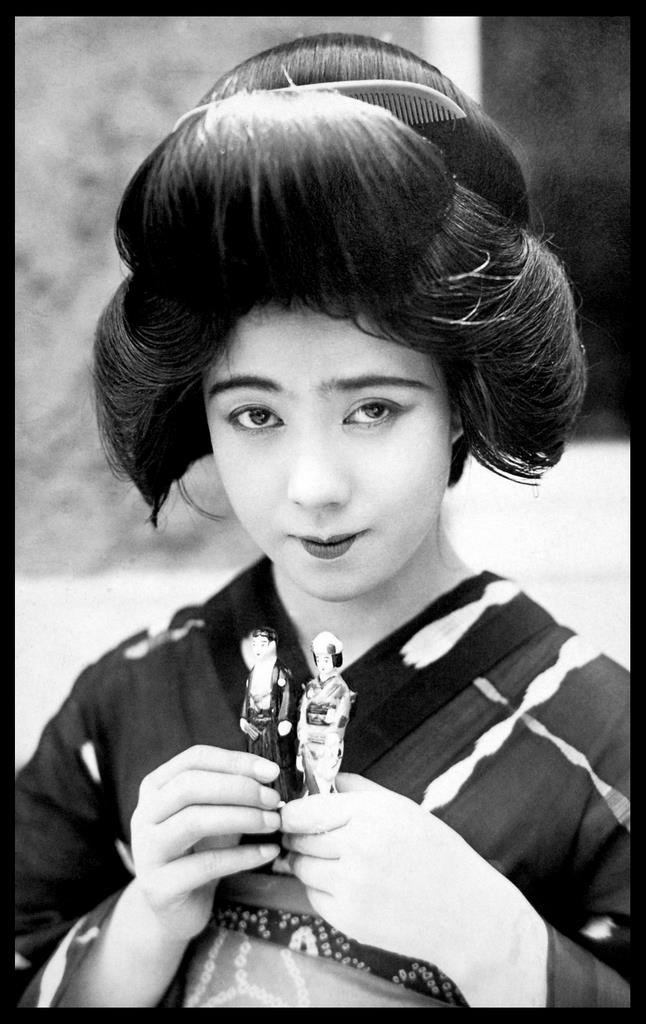
Ranko Sawa dans les années 1920.

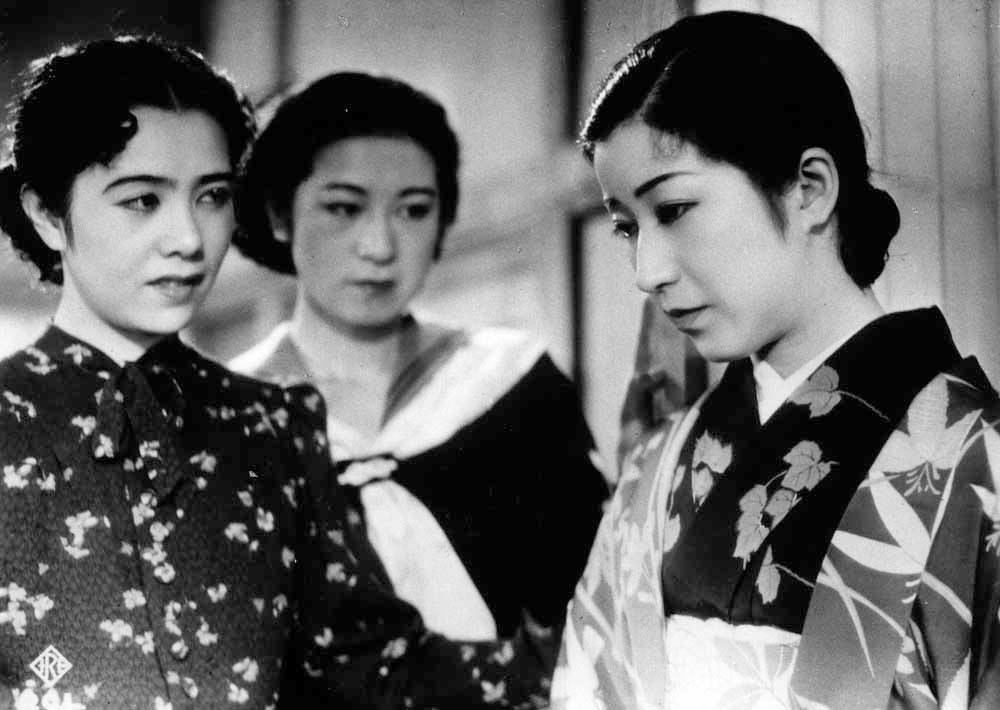
(g. à d.) Ranko Sawa, Reiko Minakami et Takako Irie dans Les Larmes d'une femme (1937).

- 1924 : Kago no tori (籠の鳥?) de Eiichi Matsumoto (ja)[2]
- 1924 : Les Étoiles dispersés (星は流れ飛ぶ, Hoshi wa midaretobu?) de Daisuke Ito[3]
- 1924 : Disimulant le sang chaud (熱血を潜めて, Nekketsu o hisomete?) de Daisuke Ito
- 1927 : Le Journal de voyage de Chuji (忠次旅日記, Chūji tabi nikki?) de Daisuke Ito : Okume
- 1929 : Le journal Asahi brille (朝日は輝く, Asahi wa kagayaku?) de Kenji Mizoguchi : Asako Akizuki
- 1932 : L'Issue du combat (勝敗, Shōhai?) de Yasujirō Shimazu
- 1932 : Mon idiot de frère (兄さんの馬鹿, Niisan no baka?) de Heinosuke Gosho
- 1932 : Premier pas sur le continent (上陸第一歩, Joriku dai-ippo?) de Yasujirō Shimazu
- 1932 : Zone de tempête (暴風帯, Bōfūtai?) de Hiroshi Shimizu
- 1933 : Jeunes filles japonaises sur le port (港の日本娘, Minato no nihonmusume?) de Hiroshi Shimizu : Yōko Sheridan
- 1933 : Rêves de chaque nuit (夜ごとの夢, Yogoto no yume?) de Mikio Naruse
- 1937 : Les Larmes d'une femme (女人哀愁, Nyonin aishū?) de Mikio Naruse : Yoko, la sœur aînée de Shin'ichi
- 1937 : Mademoiselle (お嬢さん, Ojōsan?) de Satsuo Yamamoto
- 1949 : Hōmuran kyō jidai (ホームラン狂時代?) de Motoyoshi Oda

## Doublage
- 1933 : Dans le monde du pouvoir et des femmes (力と女の世の中, Chikara to onna no yo no naka?) de Kenzō Masaoka (voix)